# Frauenzeitschrift

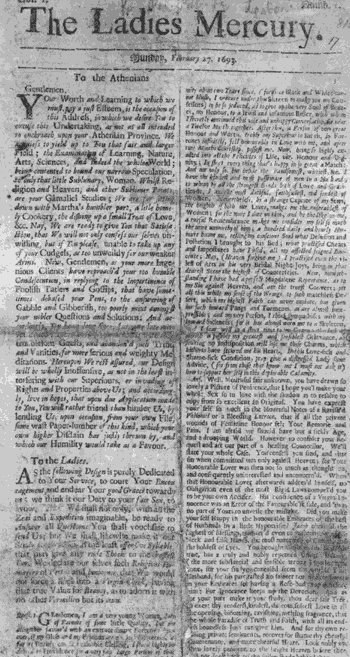
The Ladies’ Mercury vom 27. Februar 1693

Frauenzeitschriften sind Zeitschriften, die als Zielgruppe die Frauen ansprechen und inhaltlich an deren Interessen ausgerichtet sein sollen. Ihre Vorgängerinnen waren die Frauenbeilagen von Zeitungen und Zeitschriften. Zu den typischen Themen der großen Masse klassischer Frauenzeitschriften gehören Mode, Kosmetik, Liebe und Partnerschaft, Haushaltsführung (vor allem Kochrezepte), gesunde Lebensweise und Ernährung (z. B. Tipps zum Abnehmen) und psychologische Beratung. Im weiteren Sinne können auch Boulevardzeitschriften und die so genannte Regenbogenpresse darunter gefasst werden, die die Lebensumstände Prominenter behandeln.
Neben solchen am stereotypischen Frauenbild orientierten Schriften existieren auch Frauenzeitschriften, die sich ausdrücklich kritisch mit diesem auseinandersetzen, so zum Beispiel Emma oder das Missy Magazine in Deutschland oder die an.schläge in Österreich.

## Geschichte

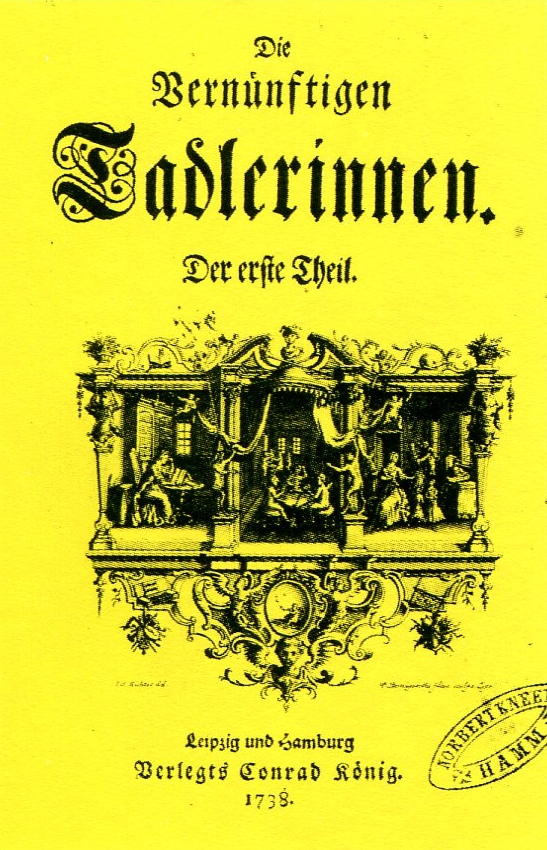
Titelbild der Vernünftigen Tadlerinnen von 1738

The Ladies’ Mercury, die erste Frauenzeitschrift der Welt, erschien am 27. Februar 1693 in London. Das von dem Buchhändler John Dunton herausgegebene Blatt enthielt bereits eine Kummerspalte, eine heute noch vielfach in vergleichbaren Publikationen gepflegte Einrichtung. Die Zeitschrift stellte ihr Erscheinen noch im selben Jahr ein.
1725 gaben Johann Christoph Gottsched (1700–1766) und seine Ehefrau Louise Adelgunde (1713–1762) in Leipzig die Zeitschrift Die vernünftigen Tadlerinnen in einer Auflage von 2000 Exemplaren heraus. Der Titel bezog sich auf das Konzept, die Leserinnen in belehrendem Ton zu Vernunft und Tugendhaftigkeit erziehen zu wollen (In der Tradition der englischen „Moralischen Wochenschriften“). Der Begriff Zeitschrift wird jedoch erst 1751 gesichert verwendet; vorher sprach man von einem Journal, Magazin oder einer Monatsschrift.
Bis allerdings Frauen regelmäßig selbst zu Berufsjournalistinnen (namentlich zu Redakteurinnen) aufsteigen konnten, verging noch mehr als ein Jahrhundert. Eine Ausnahme war Ann Franklin, die 1762 in Newport, Rhode Island, die Zeitung The Newport Mercury herausgab. Sie hatte die Stellung als Herausgeberin von ihrem Mann James Franklin, einem Drucker und Halbbruder von Benjamin Franklin, übernommen. James Franklin publizierte ab 1719 die Boston Gazette, die als Konkurrenzblatt zum Boston News-Letter intendiert war, und druckte ab 1728 auch den Rhode Island Almanac.
In Europa wurde im Jahr 1884 die Niederländerin Henriëtte van der Meij (1850 bis 1945) als erste Journalistin bei einer Zeitung fest angestellt (Middelburgsche Courant, heute: Provinciale Zeeuwse Courant). 1886 erschien im Berliner Verlag Dies Blatt gehört der Hausfrau, das zwischen 1952 und 1954 in der Brigitte aufging. Seit 1948 erscheint in Deutschland die Zeitschrift freundin, seit 1957 Für Sie. 2007 begann ein Boom auflagenstarker, preiswerter Frauenzeitschriften unter Namen wie Von Frau zu Frau oder Frau im Trend.